# 住友電工オプティフロンティア
住友電工オプティフロンティア株式会社（すみともでんこう-）は光ケーブル・光通信機器の専門メーカー。住友電気工業の100%子会社。

## 主力製品・事業
- 光ファイバーケーブル・光ファイバーコード・コネクタ類
- ビル・住宅の配線ブランチ、ユニットケーブル

## 沿革
- 1915年 - 豊国電線製造所を現在の東京都台東区根岸に創立。
- 1939年 - 佐々木工業所（のちに佐々木電線）を現在の東京都港区浜松町に設立。
- 1973年 - 両社合併、社名を豊国佐々木電線株式会社に改称。
- 1975年 - ビル・住宅用ブランチケーブルの生産開始。
- 1978年 - 屋内配線用ユニットケーブルの生産開始。
- 1984年 - 住友電気工業と共同研究による光ファイバコード・ケーブルの開発。
- 1986年 - トヨクニ電線株式会社に商号変更。
- 2007年 - 住友電気工業による株式公開買い付け実施。
- 2008年 - 住友電気工業の完全子会社となり、上場廃止。
- 2010年 - 住電ハイプレシジョンと統合し、SEIオプティフロンティアに商号変更。
- 2020年 - 住友電工オプティフロンティア株式会社に商号変更

## 主要事業所

### 旧トヨクニ電線時代
- 本社 - 東京都豊島区南池袋2-30-11 池袋第一生命ビル2階
- 埼玉事業所 - 埼玉県行田市埼玉4125
- 関西支店 - 大阪府大阪市中央区北浜4-7-19　住友ビル3号館6階
- 名古屋営業所 - 愛知県名古屋市東区東桜1-1-6　住友商事ビル5階
- 東北営業所 - 宮城県仙台市太白区泉崎2-15-23　北日本電線サービス株式会社内

いずれも

## 主要関係会社

### 旧トヨクニ電線時代
国内グループ企業
- 東北トヨクニ
- トヨクニエンジニアリングサービス
- 山梨トヨクニ
- 秩父トヨクニ
- 関西トヨクニ
- ティ・ケー・ケー
- ティ・エス・イー
- ティ・アンド・ディ

いずれも